# Chromoplexaura
Chromoplexaura is een geslacht van neteldieren uit de klasse van de Anthozoa (bloemdieren).

## Soort
- Chromoplexaura marki (Kükenthal, 1913)